# Sankosh
Sankosh és un gran riu asiàtic que neix a Bhutan on és conegut com a Puna Tsang Chhu, prop de la vila de Wangdue Phodrang a 1.364 metres d'altitud. Rep el Dang Chu i després dos tributaris principals, el Mo Chu i Pho Chu, que el troben prop de Punakha just sota el monestir de Punakha (Punakha Dzong) residència d'hivern del cos central de monjos budistes. Segueix cap al sud cap a Dagana i a Takshay rep el Hara Chu per l'oest. El darrer tributari a Bhutan és el Daga Chu.
Quan baixa a les planes d'Assam forma el límit entre el districte de Kokrajhar i el districte de Jalpaiguri a Bengala Occidental. Passa per la part occidental de l'antic duar (pas) de Ripu i a Maktaigaon es divideix en dues branques; la part occidental conserva el nom original, corre per Jalpaiguri i Coch Behar per després retrobar a la branca oriental, anomenada Gangadhar, prop de Patamari. El riu unit agafa llavors el nom de Dudhkumar i desaigua al Brahmaputra més avall de Dhubri.